# Rosenholm
Rosenholm er en mindre bebyggelse omkring Rosenholm Slot og Rosenholm Gods på Djursland tilhørende Hornslet Sogn beliggende i Syddjurs Kommune. Herregården gav før kommunalreformen navn til Rosenholm Kommune. Ved Rosenholm ligger Rosenholm Skov.